# Aryadeva
Aryadeva (3. Jahrhundert) war ein bedeutender ceylonesischer Philosoph des Mahayana-Buddhismus und Schüler des Nagarjuna. Unter dem Namen Kānadeva ist er auch als 15. Patriarch des Zen bekannt. Sein bekanntestes Werk sind die „Vierhundert Verse“ (Catuhshataka-shastra-karika).